# Тодор Колев
Тодор Петков Колев (буг. Toдoр Пeтков Кoлeв; 29. април 1942) бивши је бугарски фудбалер.

## Каријера
Играо је на позицији одбрамбеног играча. У каријери је наступао за ЦСКА Софију, Ботев Враца, Локомотиву Софија и Славију из Софије.
За репрезентацију Бугарске је дебитовао 1967. године. Учествовао је на финалном турниру Светског првенства 1970. године. Укупно је за репрезентацију одиграо 11 утакмица и постигао 1 гол.

## Успеси

### Клуб
ФК Славија Софија
- Куп Бугарске: 1966.